# Baluga (Ljubićska)
Pour les articles homonymes, voir Baluga.
Baluga (Ljubićska) (en serbe cyrillique : Балуга (Љубићска) est un village de Serbie situé sur le territoire de la Ville de Čačak, district de Moravica. Au recensement de 2011, il comptait 405 habitants.

## Démographie

### Évolution historique de la population
| 1948 | 1953 | 1961 | 1971 | 1981 | 1991 | 2002 | 2011 |
| ---- | ---- | ---- | ---- | ---- | ---- | ---- | ---- |
| 324  | 325  | 344  | 361  | 443  | 440  | 434  | 405  |

|  |